# Marie-Hélène André
Pour les articles homonymes, voir André.
Marie-Hélène André, née le 5 octobre 1935 à Paris, est une nageuse française pratiquant le dos.
Licenciée au Racing club de France à compter de 1945, elle remporte le titre de championne de France du 100 mètres dos en 1953, 1954 et 1955. Elle détient le record de France du 100 mètres dos et du 200 mètres dos entre 1953 et 1957 et termine huitième de la finale du 100 mètres dos aux Championnats d'Europe de natation 1954 à Turin.
Elle bat avec l'équipe de France le record du monde de natation dames du 4 × 100 mètres 4 nages, à Marseille le 16 août 1954.